# オートバックスセブン
株式会社オートバックスセブン（英: AUTOBACS SEVEN CO.,LTD.）は、東京都江東区に本社を置き、カー用品店最大手のチェーンである「オートバックス」や「スーパーオートバックス」等を運営、またはフランチャイズ展開している企業である。

## 概要
日本初のカー用品総合専門店で、創業者の住野敏郎がアメリカを視察した際に見たカー用品総合専門店を、日本でも実現できないか、という発想から生まれた。
名称の由来は、取り扱う品目の一部の頭文字・社員達の意志から。「AUTO」は、アピール（Appeal）・ユニーク（Unique）・タイヤ（Tire）・オイル（Oil）から成り、「BACS」は、バッテリー（Battery）・アクセサリー（Accessory）・カーエレクトロニクス（Car electronics）に、サービス（Service）を付加したもの。AUTOに関しては、自動車を意味するオート（AUTO）でもある。そして、社名の「セブン」は、「取扱商品であるタイヤ・オイル・バッテリー・アクセサリー・カーオーディオ・サービスの6つに続き、常にお客様のために第7の商品を探し続ける」という理念がこめられている。またロゴマークはタイヤ・オイル・バッテリー・アクセサリー・カーオーディオ・サービスの6つの商品を表す6つの曲線とともに自動車社会のアメリカを意識した高速道路を表現し、アメリカの開拓精神を表すカリフォルニアオレンジをコーポレートカラーとしている。
業務拡大の度に、本社を大阪府内で度々移転したが、本格的に東京進出を目指し、2001年には本社を東京に移転した。
みどり会のメンバーであり三和グループに属している。

## 沿革

創業者・住野敏郎像（オートバックス出入橋店付近）

- 1947年2月 - 大阪府大阪市福島区において、創業者の住野敏郎が自動車部品の卸売を目的として、個人経営の「末廣商会」を創業。
- 1948年8月 - 末廣商会が株式会社に改組し、カー用品卸売業「株式会社富士商会」設立。
- 1958年1月 - 卸部門を独立し、（旧）「大豊産業株式会社」設立。
- 1974年11月 - オートバックス第1号店（セブン東大阪店）を、大阪府大東市に開店。
- 1975年4月 - フランチャイズ展開を開始（フランチャイズ1号店：函館中道店）。
- 1976年 - 日本フランチャイズチェーン協会加入。
- 1978年2月 - 株式会社富士商会が「株式会社オートバックスセブン」に商号変更。
- 1979年3月 - 株式会社オートバックスセブンが、（旧）大豊産業株式会社と株式会社オートバックス・東大阪を合併し、（新）「大豊産業株式会社」に商号変更。
- 1980年3月 - 大豊産業株式会社が「株式会社オートバックスセブン」に商号を戻す。
- 1984年6月 - 本店を大阪府吹田市に移転。
- 1986年3月 - オートバックス子会社5社を吸収合併。
- 1989年3月 - 大阪証券取引所2部に株式上場。
- 1993年
  - 6月 - 本店を大阪府豊中市に移転。
  - 8月 - 東京証券取引所2部に株式上場。
  - 9月 - 東京証券取引所と大阪証券取引所で1部に指定替え。
- 1995年3月 - ロンドン証券取引所に株式上場。
- 1997年3月 - スーパーオートバックス第1号店（千葉長沼店）を千葉県千葉市稲毛区に開店。
- 1998年10月 - 株式会社オートハローズ[注釈 1] と資本・業務提携。
- 1999年8月 - ルノーと提携し、合弁会社オートバックスセブンヨーロッパS.A.S.を設立。
- 2001年6月 - 本店を東京都港区に移転。
- 2002年
  - 4月24日 - 三菱商事石油との合弁会社ダイヤバックスが運営するガソリンスタンド一号店、オートバックスエクスプレス129厚木ssを神奈川県厚木市に開店。
  - 10月 - 株式交換により、株式会社オートハローズを完全子会社化。
- 2004年10月 - 本店を東京都江東区に移転。
- 2007年3月 - ロンドン証券取引所の上場廃止。
- 2008年
  - 10月31日 オートバックスエクスプレス129厚木ss閉店。跡地は暫く廃墟状態だったが、2014年3月にうかいやが運営する出光興産に転換・改修され、現在はうかいやセルフ厚木129号ssとなった。
- 2011年10月1日 - Tポイントの取り扱い開始[注釈 2][6]。
- 2015年4月1日 - 東京都豊島区池袋のBMW正規ディーラー「株式会社アウトブラッツ」を買収。輸入車ディーラー事業に参入する。
- 2017年
  - 7月25日 - 自社会員カードとTポイントカードの連携、独自デザインのオートバックスTカードの発行を開始。
  - 12月31日 - オートバックスポイントの付与終了。翌日より完全にTポイントのみの付与になる。
- 2019年
  - 4月1日 - BMW正規ディーラー部門の連結子会社2社（株式会社アウトブラッツ、株式会社モトーレン栃木）の共同株式移転によりディーラー事業を統括する中間持株会社「株式会社オートバックス・ディーラーグループ・ホールディングス」を設立すると共に、ディーラー事業推進部を廃止した[7][8]。
  - 6月1日 - 滋賀県の自動車整備業会社「正和自動車販売株式会社」の全株式を取得し子会社化。
- 2020年
  - 4月1日 - 三重県の自動車整備業会社「高森自動車整備工業株式会社」の全株式を取得し子会社化。
  - 4月7日 - 三菱商事グループのガソリンスタンドサービス支援会社「株式会社カーフロンティア」と提携。カーフロンティアが展開するタイヤECサイト『TIREHOOD』の運営会社「株式会社BEAD」に出資しTIREHOODサイトを共同展開する。
- 2021年4月1日 - 株式会社ジョイフル本田の子会社である「株式会社ジョイフル車検・タイヤセンター」の全株式を取得し子会社化し、同時にジョイフル車検・タイヤセンターの商号を「株式会社BACS Boots」に変更[9][10]。
- 2022年
  - 2月25日 -静岡県に所在するカスタムコンプリートカーデザイン設計・開発会社「有限会社ファトラスタイリング」の全株式を取得し子会社化。
  - 12月5日 - BYDオートジャパンと正規ディーラー契約を締結[11]。
- 2023年
  - 4月18日 - クルマで出かける楽しさを提案すべく、カーライフに関する多様な情報とサービスをトータルに提供するカーライフ総合情報サイト「MOBILA（モビラ）」をリリース。
  - 9月20日 - カーライフに関する多様な情報とサービスをトータルに提供するカーライフ総合情報サイト「MOBILA（モビラ）」の公式アプリをリリース。
- 2024年
  - 7月31日 - 千葉県を本社としている、自社ローン専門の中古車販売店「オトロン」を運営する「オトロンカーズ株式会社」の全株式を取得し子会社化。
  - 8月28日 - EVソリューション事業の強化のために、群馬県桐生市の電気工事会社「パワーコントロールテクニック株式会社」および持株会社「PCTホールディングス株式会社」の全株式をオートバックス・ディーラーグループ・ホールディングスで取得[12]。
  - 10月1日 - 子会社の株式会社オートバックス・ディーラーグループ・ホールディングスを通じて実施した、本田技研工業の千葉県正規ディーラー「ホンダカーズ東葛」の運営会社「東葛ホールディングス」に対する完全子会社化を目的とした株式公開買付け（TOB）にて89.02%の株式を取得[13][14]。
- 2025年
  - 1月29日 - タイヤ専門店「ビーライン」の持株会社「シー・シックス・ツー・ホールディングス」を完全子会社化[15]。
  - 4月17日 - 有限会社ファトラスタイリングの商号を「株式会社ゴードンミラー」に変更。ライフスタイル提案型ブランド「GORDON MILLER」の事業主体となる。

## 業態
- オートバックス
  - 最も一般的な店舗。テーマカラーはオレンジ。
- スーパーオートバックス
  - 1997年から展開している大型自動車用品店。商圏を20km前後に設定したフラッグシップ店（TypeⅠ）と、10km前後とした大型店舗（TypeⅡ）がある。店舗デザインは従来のオートバックスと同じロゴながらテーマカラーが星条旗をイメージした赤・白・青になっているもの[注釈 3] と、従来とは異なるロゴ（文字のみのロゴ）[注釈 4] を使用した店舗があり、後者の方が店舗数が多い。自動車用品ばかりではなく、化粧品や音楽CD、書籍なども販売しており、高度なカスタマイズやチューンアップも手がけている。
  - 建物内に別の専門店が入居し、さながらオートバックスが核店舗のショッピングセンターのような業態で営業を行っている店舗も存在する。ナゴヤベイ、かしわ沼南には書店のヴィレッジヴァンガードが入居しており、ゴルフ用品店（かしわ沼南）など自動車に無関係なテナントが入居している店舗もある。かつてかしわ沼南ではミニシネコン『シネスクープ』も併設されていた（2008年2月29日をもって閉館）。
  - 一部の大型店舗には店舗名とは別に「WOOW（ワウ） 〇〇」という独自の名称が付与されている[注釈 5]。
- A PIT AUTOBACS（アピット オートバックス）
  - 2018年より展開するCCCグループとの協業による新業態の大型店で、オートバックスの旗艦店として位置づけられている。カー用品のほかアウトドア用品やアパレルなども扱い、スターバックス併設の書店「TSUTAYA BOOKSTORE」も出店する。同年11月29日にA PIT AUTOBACS SHINONOME（旧スーパーオートバックス東京ベイ東雲）が、2022年9月19日にA PIT AUTOBACS KYOTO SHIJO（旧スーパーオートバックス京都ワウワンダーシティ）がいずれもスーパーオートバックスからの業態転換のかたちで開店した[16][17]。
- オートバックス走り屋天国セコハン市場
  - 下取りした中古パーツや店頭展示品、パッケージ破損品等のアウトレット商品を取扱う。公式サイト上ではオートバックス セコハン市場と「走り屋天国」の語が消えているが、その理由は不明[注釈 6]。しかし実店舗では「走り屋天国」の語が残っているものもある。近年は中古小売り市場の縮小もあり、店舗数は全国に22店（2017年7月現在）と縮小傾向にある。
- オートバックスエクスプレス
  - セルフサービス式ガソリンスタンドをベースとした新業態。2018年11月現在、北陸、近畿を中心に11店。かつて東燃ゼネラル石油（現・ENEOS）が運営していたガソリンスタンド形態「エクスプレス」（現・EneJet）とは無関係。
- オートハローズ
  - 緑地の看板に白のチョキマークがシンボル。
  - 元々はオートバックスのフランチャイズから独立して北海道で創業したカー用品店で、寒冷地でのカーライフに合わせた商品展開を行っていた。2002年に買収し子会社化。その後はオートバックスなど他ブランドへの転換が進み、2012年10月4日のオートハローズ紋別店のオートバックス紋別店への移転・業態変換を以て消滅した。
  - 当社による子会社化以前は広島県等道外にも店舗を構えていたが、道内の店舗とは異なり、チョキマークを使用していなかった。
- JACK&MARIE（ジャック アンド マリー）
  - 2017年から展開している新業態。ライフスタイル提案型ブランドを志向し、カー用品のほかにメンズ＆ウィメンズアパレルからアウトドア用品を取り扱う。第1号店はZOZOTOWNでオープンし、オートバックス店舗内のほかにも専売店舗を展開する。
- GORDON MILLER（ゴードン ミラー）
  - JACK&MARIEと同時に発足したライフスタイル提案型ブランド。JACK&MARIEがパース (西オーストラリア州)でのアウトドアライフの世界観を定義しているのに対し、GORDON MILLERでは「ガレージライフ」の世界観を定義している。カー用品・メンズ＆ウィメンズアパレル・アウトドア用品のほかに、キャンピングカーや軽トラックやガレージハウスも取り扱う。2025年より、オートバックス内の子会社「有限会社ファトラスタイリング」に事業を移管し、同年4月ファトラ社の名前を「株式会社ゴードンミラー」に変更。
- オートバックスカーズ
  - 1996年から中古車事業に参入し、2002年から現名称で車買取および新車・中古車販売を行っている。
- 新車販売
  - オートバックスカーズ発足以前、マツダ・ユーノスのディーラー権を取得し、大阪府吹田市にて新車販売店「ユーノスロータリー」を運営していた。ユーノス終了後は閉店し、そのまま「オートバックス吹田泉町店」に変更し営業していたが、2011年に移転・閉店した。
  - 2015年、東京都豊島区のBMW・MINIの正規ディーラー「アウトプラッツ」を買収。オートバックスの名を前面に出さず「Ikebukuro BMW」と「MINI池袋」を運営する。その後も2016年、栃木県のBMW正規ディーラー「モトーレン栃木」を譲受。2017年11月、練馬区のBMW正規ディーラー「Nerima BMW」の運営を引き継ぐ[注釈 7]。2018年8月、BMW東京が運営していた「Ogikibo BMW」の運営を引き継ぐ。
  - 2021年、栃木県のアウディ正規ディーラー「TAインポート」[注釈 8] を買収。宇都宮市・柏の葉の店舗を引き継ぐ。同年4月1日付けで社名を「株式会社バックス・アドバンス」に変更した。
  - 2022年、 BYDオートジャパン（比亜迪汽車）と正規ディーラー契約を結び、宇都宮市・高野台 (練馬区)・A PIT AUTOBACS SHINONOMEにて実店舗を構える。
  - 2023年9月、アウトプラッツとモトーレン栃木を他社に譲渡し、BMWビジネスから撤退する。
  - 2024年10月、本田技研工業の千葉県正規ディーラー「ホンダカーズ東葛」の運営会社「東葛ホールディングス」を買収。千葉県にてホンダビジネスに参入する。

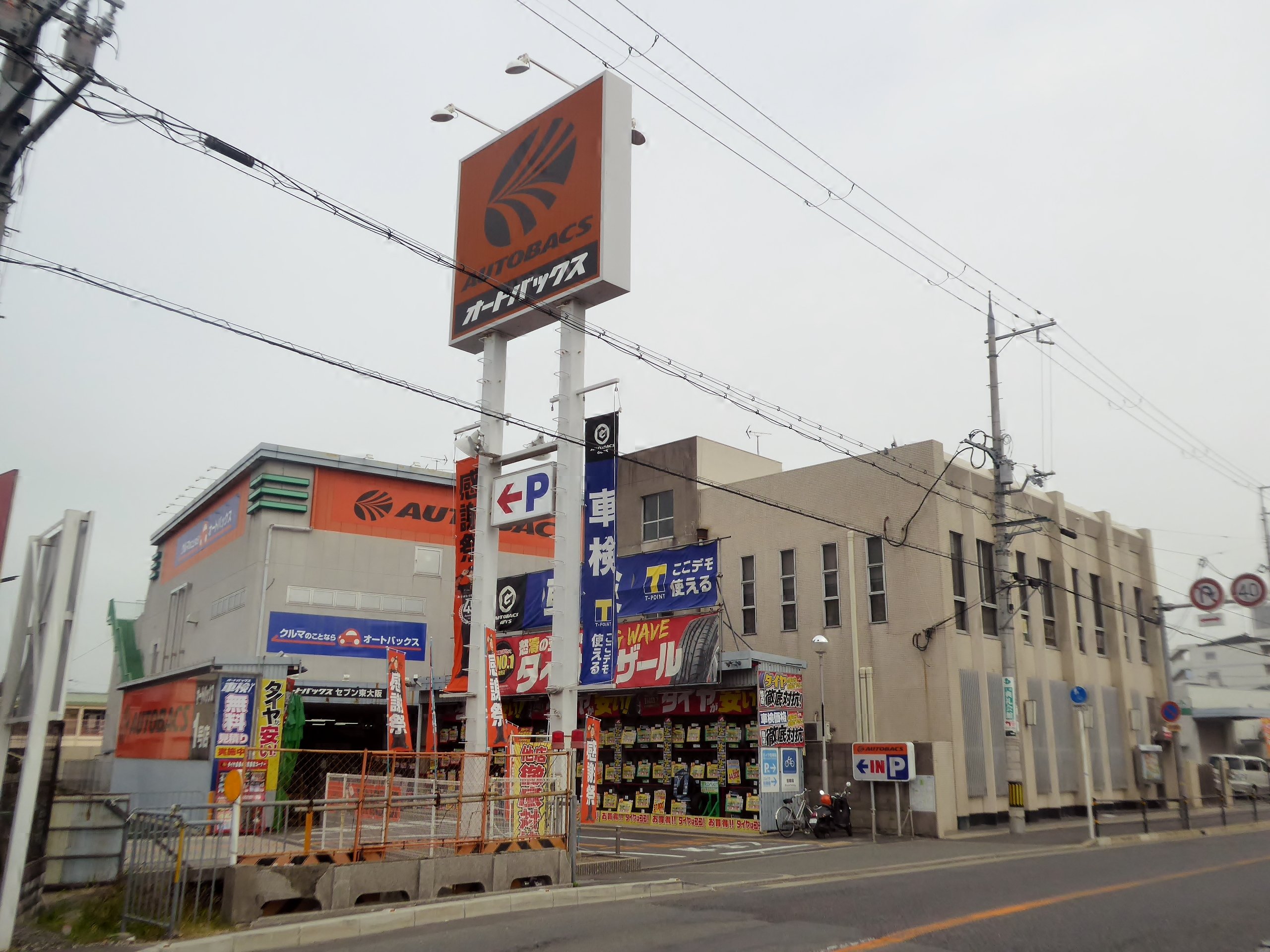
東大阪店（大東市、1号店）
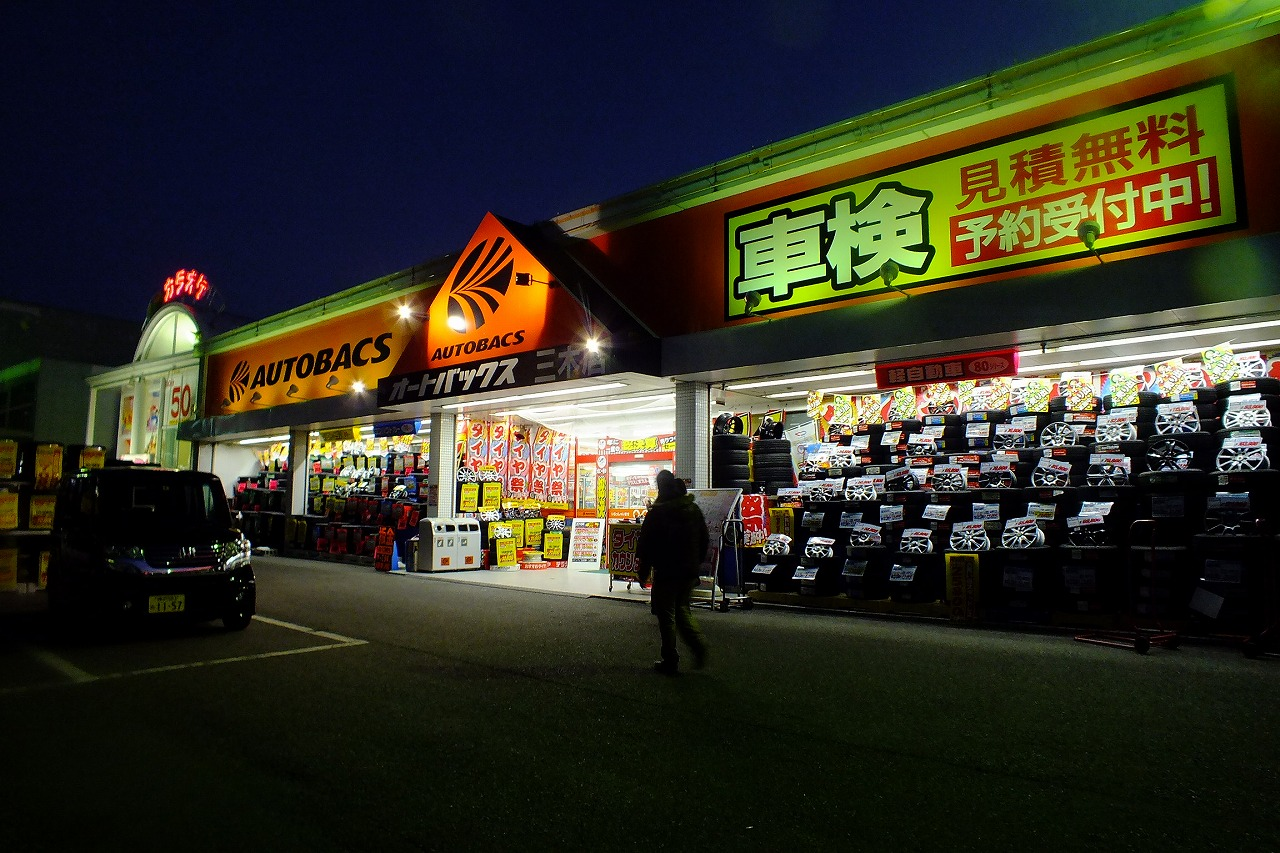
三木店（三木市）
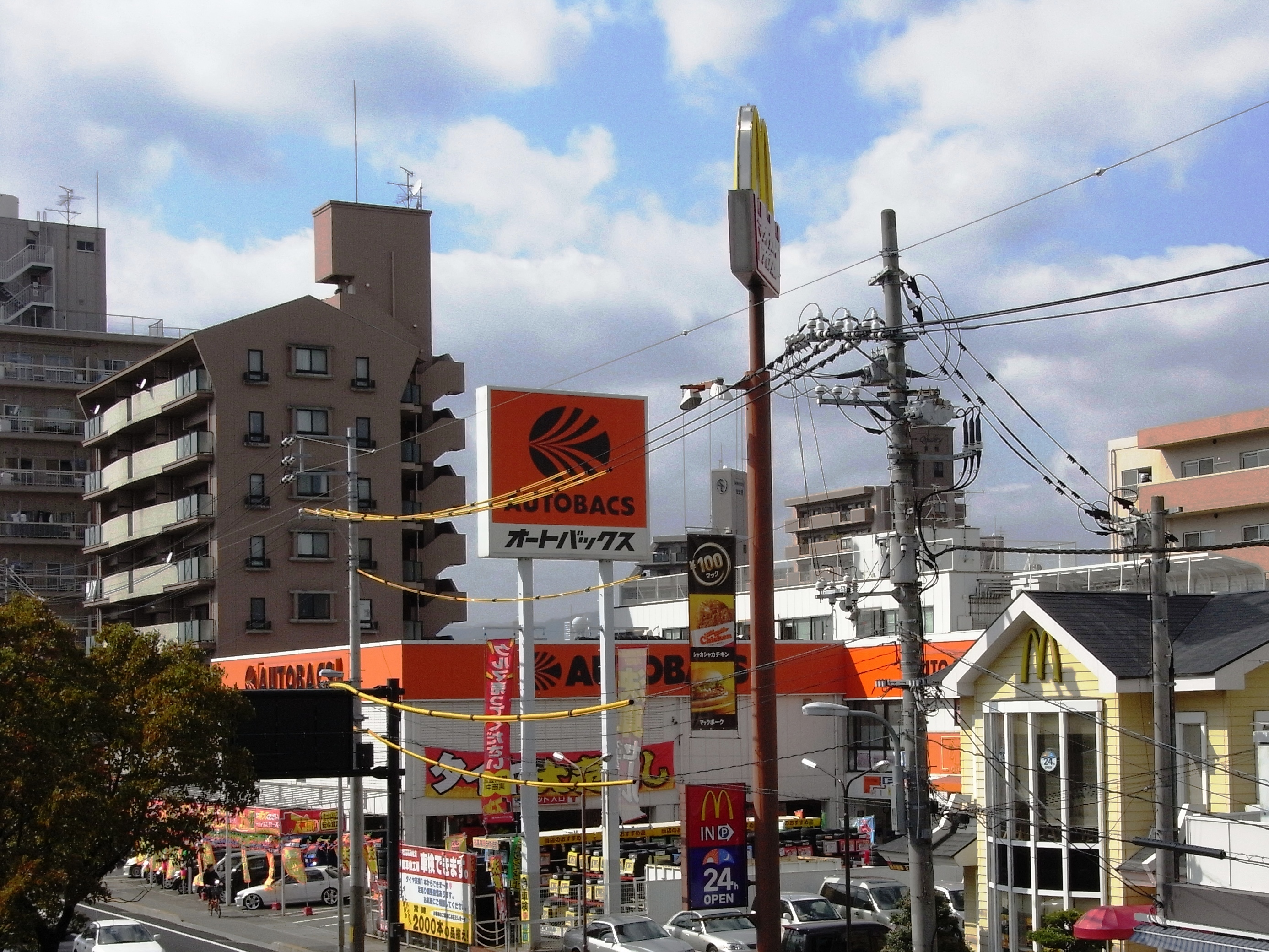
東雲店（広島市）
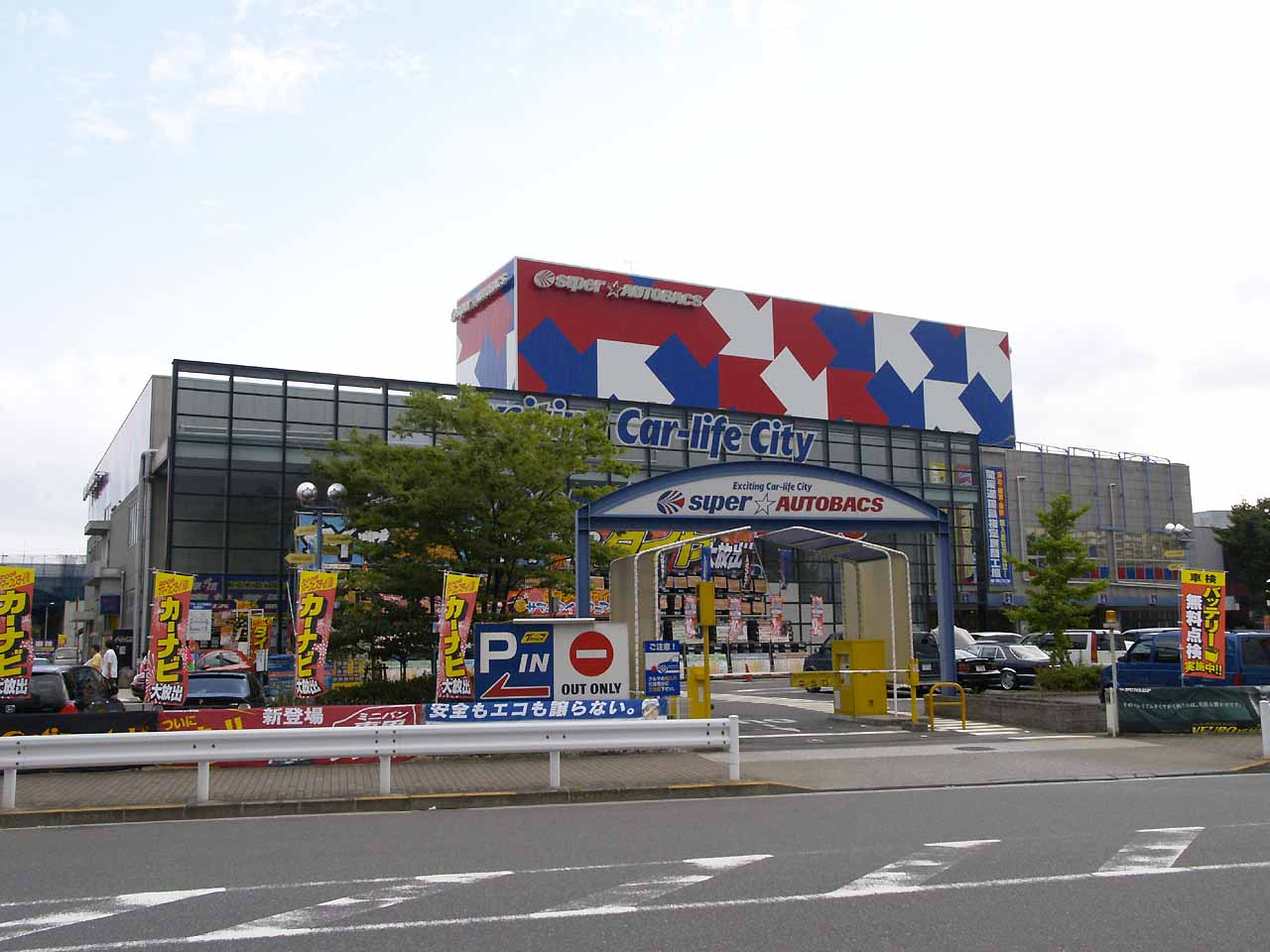
東京ベイ東雲店（江東区、業態転換前）
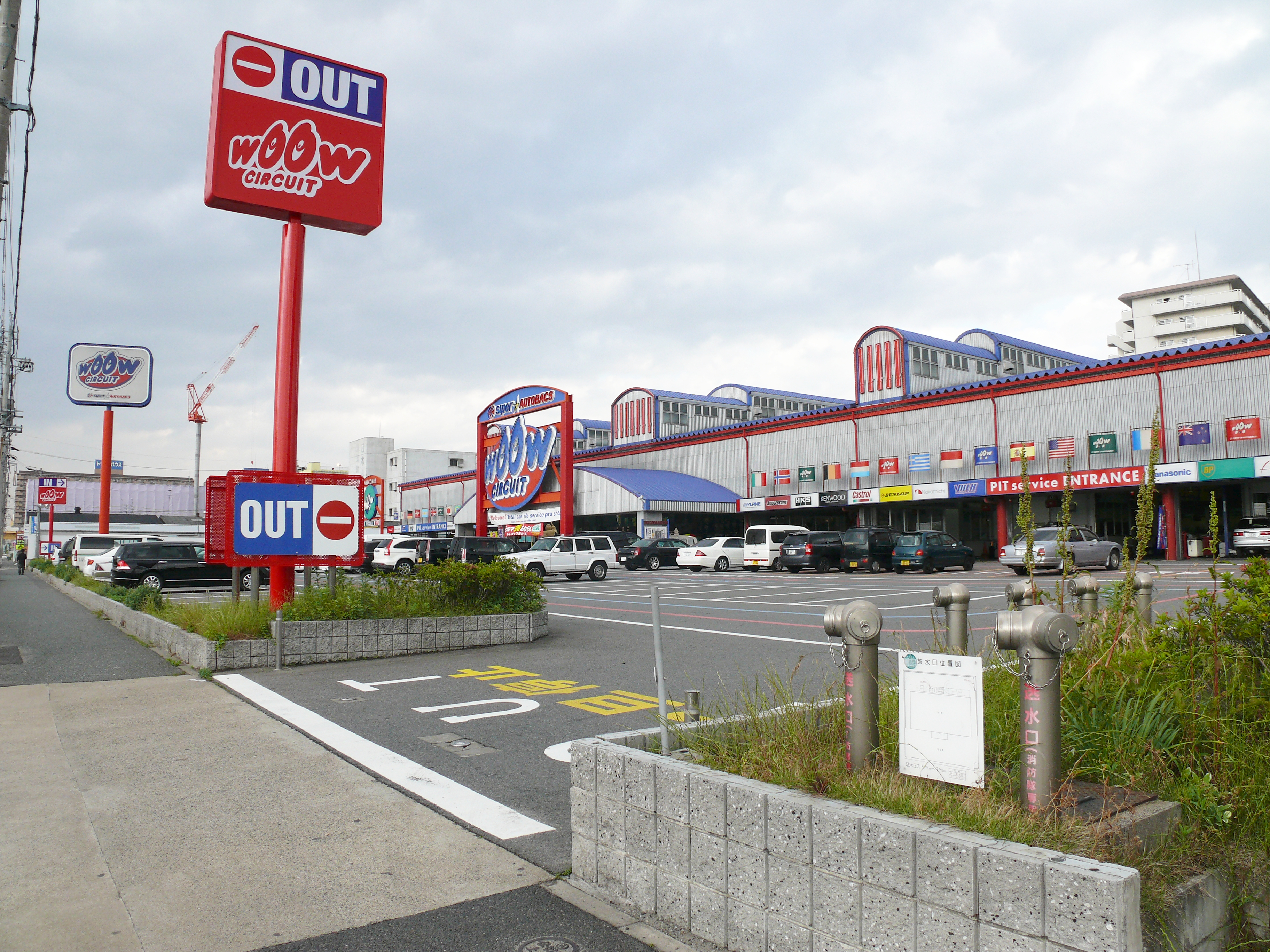
名古屋ベイ店
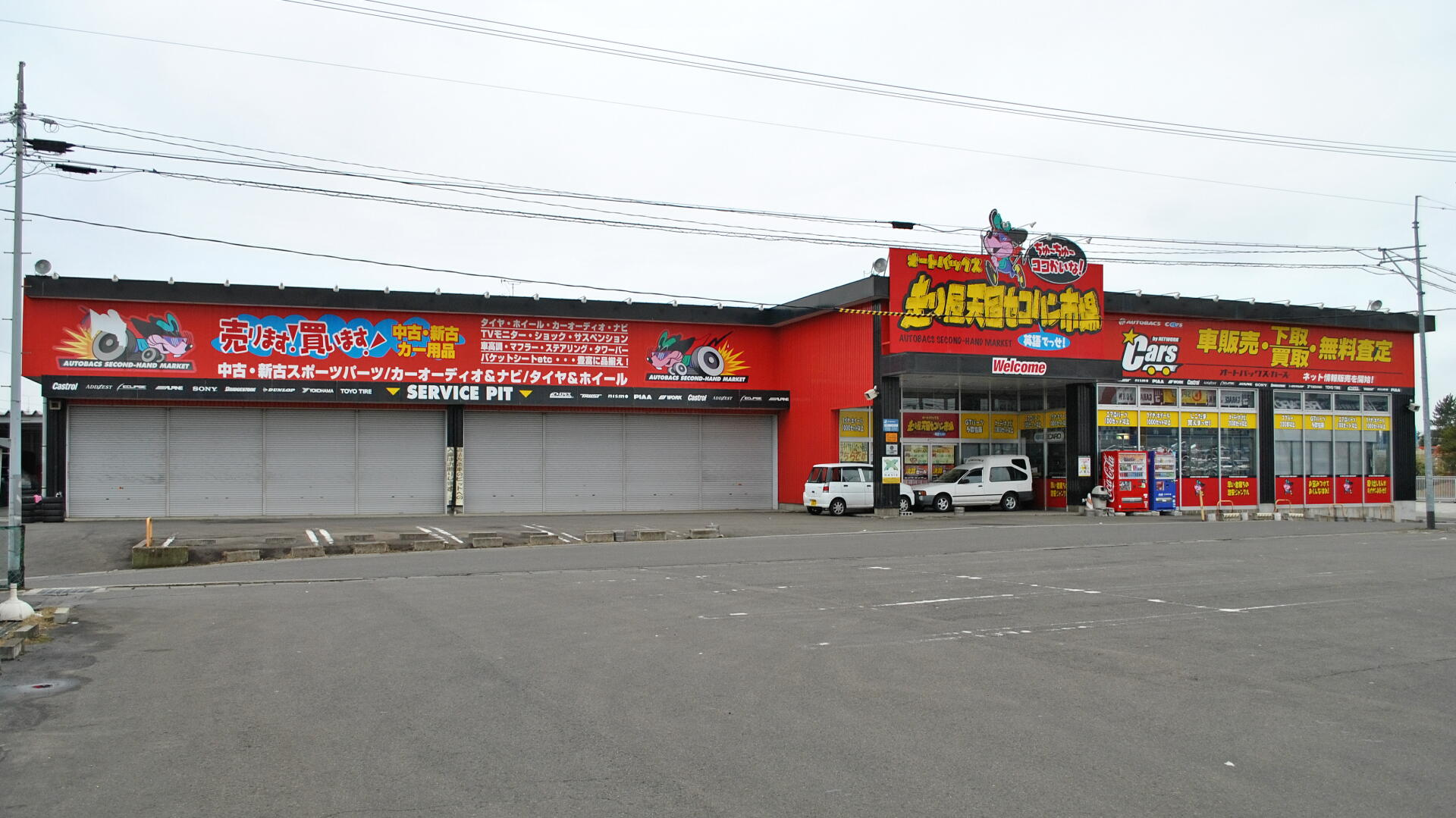
仙台名取店

### フランチャイズ加盟企業
- MYコミュニケーションズ（静岡・神奈川）
- バッファロー (カー用品店)（埼玉・東京）
- クライム(愛知(三河地域))
- アイエーグループ（神奈川・岐阜・宮城）
- G-7・オート・サービス（G-7ホールディングス）（千葉・茨城・福井・広島・岡山・京都）
- 伸和（三重）
- ロータス（三重）
- シンボ（新潟・山形）
- トキワオートサービス（神奈川）
- カーライフサービス（京都）
- 大興産業（和歌山）
- オートハンズ（滋賀）
- ビッグ（愛知）
- カーショップユタカ（愛知）
- ユーエイ（埼玉）
- キノシタ（静岡）
- ファナス（東京）
- オートピア（東京）
- 美作グループ[注釈 9] （岡山・鳥取・島根）
- カーライフ大分（大分）
- 北日本オートバックス（北海道）
- トータルエース（大阪）
- ビッグ東北（福島）
- 葛城（奈良・三重）
- コバヤシ（群馬）

### モータースポーツ関連
- F1
  - ティレル（1989年にスポンサード）
  - ブラバム（1991年にスポンサード）
  - スーパーアグリF1チーム
- 全日本GT選手権
- SUPER GT
- フォーミュラ・ニッポン
- ARTA - 鈴木亜久里
- ASL・ガライヤ
- ル・マン24時間レース
  - 1997年、1998年に総合連覇を果たしたヨースト・レーシングをスポンサード

### CMイメージキャラクター
現在のCMキャラクター
- 内村光良[18]
- カーレンダさん（カレンダー型のキャラクター、声：山寺宏一[18]）
- 山口智充
- 池田美優
- 春風亭昇太（2022年10月1日 - ）
- 春風亭昇羊（2022年10月1日 - 、「クルマ買取」篇のみ）
- 黒木優子（西日本エリア限定）

過去のCMキャラクター
- みのもんた
- 中畑清・篠塚利夫（読売ジャイアンツ時代）
- 掛布雅之・真弓明信（阪神タイガース時代）
- 新庄剛志（同上）
- ユースケ・サンタマリア
- 山川恵里佳
- 相武紗季
- 岸部一徳
- 大木こだま・ひびき
- 八奈見乗児（CMのナレーション）
- 「M-1グランプリ」の歴代優勝コンビ
  - 中川家
  - チュートリアル
  - サンドウィッチマン
  - NON STYLE
  - パンクブーブー
  - 笑い飯
- 山本梓
- 上川隆也
- 波瑠
- 片岡愛之助 (6代目)
- 皆川猿時
- 倉科カナ
- 尾美としのり・清水美沙・福田沙紀

### その他
- オートバックスM-1グランプリ（2001年 - 2010年）
- AUTOBACS Presents OLEっち
- 西部警察、ゴリラ・警視庁捜査第8班（主に地方ロケ編で撮影協力）
- キッザニア東京
- 湘南オートモビル・ビジネス専門学校
- 中田康雄
- 相沢舞（声優。オートバックスでアルバイトした経験があり、エンジンオイルに関しての知識がある）
- Halfords
- トミカ絆合体 アースグランナー（2020年4月から翌年3月まで1年間テレビ大阪制作・テレビ東京系列で放送されたテレビアニメ。番組スポンサーを務めており、6月中旬よりコラボCMが流されていた。）
- 武蔵ホルト（ホルツ）（メインで扱っているDIY補修用品シリーズ）

## 出来事・トラブル
販売応援員（ヘルパー）への直接業務指示命令問題
2008年8月20日付の各新聞の報道によると、同社の兵庫県尼崎市内の店舗に於いて、カーオーディオなどの複数のメーカー系の販売会社が、人材派遣会社を通じて雇った販売員『ヘルパー』に対し、直接指示・命令する権限が無いにもかかわらず、商品を販売させていたことが発覚した。兵庫労働局は、職業安定法（労働者供給事業の禁止）に違反するとして、オートバックスと各メーカー系販社に対して是正指導を行った。
人件費削減を目的としたヘルパーに対する直接指示・命令については、2007年以降、ヤマダ電機やミドリ電化、コジマなどの家電量販店業界で相次いで発覚していたが、今回の同社への是正指導により、日本では家電量販店以外の業種にもヘルパーに対する不当行為が蔓延している実態が露呈した形となった。